# Бруклин Парк (Мериленд)
Бруклин Парк (енгл. Brooklyn Park) насељено је место без административног статуса у америчкој савезној држави Мериленд.

## Демографија
По попису из 2010. године број становника је 14.373, што је 3.435 (31,4%) становника више него 2000. године.
| Група             | 2000.         | 2010.          |
| Белци             | 9.969 (91,1%) | 10.282 (71,5%) |
| Афроамериканци    | 461 (4,2%)    | 2.398 (16,7%)  |
| Азијати           | 164 (1,5%)    | 401 (2,8%)     |
| Хиспаноамериканци | 174 (1,6%)    | 858 (6,0%)     |
| Укупно            | 10.938        | 14.373         |